# László Széchenyi
Il conte László Jenő Mária Henrik Simon Széchenyi de Sárvár-felsővidék (Horpács, 18 febbraio 1879 – Budapest, 5 luglio 1938) è stato un nobile e diplomatico ungherese.

## Biografia
Il conte Széchenyi era il figlio del conte Imre Széchenyi de Sárvár-felsővidék, ex ministro austriaco alla corte di Berlino, e di sua moglie, Alexandra Sztaray-Szirmay e Nagy-Mihály. Era il più giovane dei quattro fratelli. Tutti i fratelli erano tenenti di riserva negli Ussari imperiali e ciambellani alla corte.
Suo padre possedeva migliaia di acri suddivisi in decine di fattorie e riserve forestali su cui i Széchenyi coltivavano grano, pepe turco, tabacco, canapa e uva.

## Carriera
Il conte fu l'inventore della telegrafia senza fili sottomarina, per l'invio e la ricezione di vibrazioni di onde sonore sott'acqua. La macchina è stata testata con successo con l'allora segretario americano della Marina George von Lengerke Meyer. Széchenyi, insieme a David C. Watts, formò la Submarine Wireless Company per produrla.
Nel 1908, il conte era il membro più importante della sua famiglia, che era piuttosto numerosa. Possedeva due grandi proprietà in Ungheria, il Castello di Oermezo, nella Contea di Templen, e Lagoshara Pusbla, una residenza estiva di circa 4.300 acri, nella Contea di Somogy. Il conte possedeva anche una casa a Budapest.
Poco prima della guerra, il conte cercò di diventare un Napoleone finanziario in Ungheria e conobbe molto rapidamente il suo Waterloo. Si dice che abbia perso $ 4,000,000 che provenivano in gran parte da sua moglie. Era un membro del "Gruppo Magnates" che speculava in miniere, ferrovie e altre imprese. Non sono riusciti a calcolare l'impatto della guerra mondiale e subirono un grande colpo a causa della caduta di valore delle loro azioni.

### Carriera diplomatica
Il Regno di Ungheria e gli Stati Uniti firmarono un trattato che stabiliva relazioni amichevoli il 29 agosto 1921. L'11 gennaio 1922, il conte presentò le sue credenziali come primo ministro ungherese negli Stati Uniti. Ricoprì quel ruolo fino al 31 marzo 1933. Fu trasferito nello stesso incarico alla corte di St. James nel 1933.

## Matrimonio
Il conte László aveva ventotto anni, quando conobbe Gladys Vanderbilt (1886–1965), figlia di Cornelius Vanderbilt II, presidente della New York Central Railroad. Si sposarono il 27 gennaio 1908, nella sua casa di famiglia a New York, dopo il loro incontro a Berlino in occasione del suo ventunesimo compleanno nel 1907. Trascorsero i primi anni di matrimonio in Ungheria. Ebbero cinque figli:
- Cornelia "Gilia" Széchényi (1908-1958)[12], sposò Eugene Bowie Roberts[13];
- Alice "Ai" Széchényi (1911–1974)[14][15], sposò il conte Béla Hadik[16];
- Gladys Széchényi (1913–1978)[17], sposò in prime nozze Christopher Finch-Hatton, XV conte di Winchilsea[18] e in seconde nozze Arthur Talbot Peterson[19][20];
- Sylvia Anita Gabriel Denise Irene Marie "Syvie" Széchényi (1918–1998), sposò il conte Antal Szapáry von Muraszombath Széchysziget und Szapar[21];
- Ferdinandine "Bubby" Széchényi (1923-2016), sposò il conte Alexander zu Eltz.

## Morte
Il conte László Szécheny morì a Budapest il 5 luglio 1938.